# Кесшур (Юкаменский район)
Кесшур — деревня в Юкаменском районе Удмуртии, входит в сельское поселение Засековское.
Расположена на малой реке Кесшурка (приток реки Убыть) в 13 км к востоку от села Юкаменское, в 28 км к югу от Глазова и в 125 км к северо-северо-западу от Ижевска.

Дорог с твёрдым покрытием нет. Имеется грунтовая подъездная дорога со стороны деревни Малый Вениж (от местной автодороги Глазов — Парзи — Юкаменское).
| 2010 | 2012 |
| ---- | ---- |
| 48   | ↘45  |